# Scottish Cup 1876-77
Scottish Football Association Challenge Cup 1876-77 var den fjerde udgave af Scottish Football Association Challenge Cup, nutildags bedre kendt som Scottish Cup. De første kamp blev spillet i oktober 1876, og finalen blev afviklet den 17. marts 1877, men der skulle yderligere to finaler (7. april og 13. april) til, inden Vale of Leven FC havde sikret sig sin første triumf i Scottish Cup efter en sejr på 3-2 over Rangers FC.

## Resultater

### Første runde
På grund af det ulige antal hold, var Kilmarnock FC oversidder i første runde og gik dermed videre til anden runde uden kamp.
| Dato | Kamp                                             | Res. |
| ---- | ------------------------------------------------ | ---- |
|      | 1st Lanark RV – South Western FC                 | 0–1  |
|      | 23rd Renfrew RV – Thornliebank FC                | 2–0  |
|      | 3rd Lanark RV – Ramblers FC                      | 6–0  |
|      | Arthurlie FC – Drumpellier FC                    | 3–0  |
|      | Ayr Thistle FC – Beith                           | 1–0  |
|      | Barrhead FC – Hamilton Academical FC             | 4–0  |
|      | Blythswood FC – Possilpark FC                    | 2–1  |
|      | Busby FC – Renfrew FC                            | 2–0  |
|      | Caledonian FC – Standard FC                      | 2–1  |
|      | Clydesdale FC – Craig Park FC                    | 6–0  |
|      | Crosshill FC – Hyde Park Locomotive Works FC     | 2–1  |
|      | Cumnock FC – Portland FC                         | 1–2  |
|      | Dumbarton FC – Renton FC                         | 1–1  |
|      | Dumbreck FC – Dennistoun FC                      | 3–1  |
|      | Dumfries FC – Ardrossan FC                       | w.o. |
|      | Dunfermline Athletic FC – Heart of Midlothian FC | w.o. |
|      | Eastern FC – Alexandra Atheltic FC               | 1–1  |
|      | Edinburgh Swifts FC – Lenzie FC                  | 2–1  |
|      | Edinburgh Thistle FC – Hanover FC                | 5–0  |
|      | Girvan FC – Kilmarnock Dean FC                   | 3–2  |
|      | Govan FC – Western FC                            | w.o. |
|      | Hamilton Academical FC – Thornhill FC            | 2–0  |

| Dato    | Kamp                                         | Res.   |
| ------- | -------------------------------------------- | ------ |
|         | Kilburnie FC – Maybole Carrick FC            | 5–0    |
|         | Lancefield FC – Parkgrove FC                 | 2–0    |
|         | Lennox FC – Alclutha FC                      | 3–0    |
|         | Levern Hurlet FC – Airdrie FC                | 0–1    |
|         | Mauchline FC – Winton FC                     | 5–0    |
|         | Northern FC – Telegraphists FC               | 12–00  |
|         | Partick FC – Havelock FC                     | 3–1    |
|         | Queen's Park FC – Sandyford FC               | 7–0    |
|         | Rangers FC – Queen's Park Juniors FC         | 4–1    |
|         | Renton Thistle FC – Vale of Leven Rovers FC  | 0–0    |
|         | St Andrew's FC – Bonnybridge Grasshoppers FC | 1–0    |
|         | St Andrew's FC – Ayr Eglinton FC             | w.o.   |
|         | St Clement's FC – 3rd Edinburgh RV           | 1–0    |
|         | Star of Leven FC – 10th Dumbarton RV         | 4–0    |
|         | Stonelaw FC – Shotts FC                      | 3–0    |
|         | Towerhill FC – Rovers FC                     | 2–1    |
|         | Vale of Leven FC – Helensburgh FC            | 1–0    |
|         | West End FC – 4th Renfrew RV                 | 2–0    |
| Omkampe |                                              |        |
|         | Alexandra Athletic FC – Eastern FC           | 1–0    |
|         | Renton FC – Dumbarton FC                     | 0–2    |
|         | Vale of Leven Rovers – Renton Thistle        | [0]1–1 |

### Anden runde
Inden anden runde meldte 23rd Renfrew Rifle Volunteers afbud.
| Dato | Kamp                                       | Res. |
| ---- | ------------------------------------------ | ---- |
|      | Barrhead FC – Airdrie FC                   | 4–0  |
|      | Clydesdale FC – 3rd Lanark RV              | 0–0  |
|      | Dumbreck FC – South Western FC             | 2–0  |
|      | Edinburgh Swifts FC – Edinburgh Thistle FC | 1–0  |
|      | Girvan FC – Dumfries FC                    | 4–0  |
|      | Hamilton Academical FC – Dunfermline FC    | 2–1  |
|      | Kilburnie FC – Ayr Thistle FC              | 0–1  |
|      | Lancefield FC – Crosshill FC               | 2–0  |
|      | Lennox FC – Renton Thistle FC              | 5–1  |
|      | Mauchline FC – Kilmarnock FC               | 2–1  |
|      | Northern FC – Alexandria Athletic FC       | 4–0  |

| Dato   | Kamp                                       | Res. |
| ------ | ------------------------------------------ | ---- |
|        | Partick FC – Blythwood FC                  | 5–1  |
|        | Portland FC – St Andrews FC                | 2–0  |
|        | Queen's Park FC – Caledonian FC            | 7–0  |
|        | Rangers FC – Towerhill FC                  | 8–0  |
|        | St Clement's FC – St Andrew's FC           | 1–1  |
|        | Star of Leven FC – Dumbarton FC            | 0–4  |
|        | Stonelaw FC – Arthurlie FC                 | 0–4  |
|        | Vale of Leven FC – Vale of Leven Rovers FC | 7–0  |
|        | West End FC – Govan FC                     | 1–0  |
| Omkamp |                                            |      |
|        | 3rd Lanark RV – Clydesdale FC              | 4–0  |

### Tredje runde
På grund af det ulige antal hold, var Rangers FC oversidder i tredje runde og gik dermed videre til ottendedelsfinalerne uden kamp.
| Dato | Kamp                              | Res. |
| ---- | --------------------------------- | ---- |
|      | Ayr Thistle FC – Dumbreck FC      | 1–0  |
|      | Edinburgh Swifts FC – West End FC | 1–1  |
|      | Hamilton Academical FC – Busby FC | 0–0  |
|      | Lancefield FC – Girvan FC         | 3–0  |
|      | Lennox FC – Dumbarton FC          | 1–0  |
|      | Mauchline FC – Portland FC        | 7–0  |

| Dato   | Kamp                              | Res.   |
| ------ | --------------------------------- | ------ |
|        | Northern FC – St Clement's FC     | 2–1    |
|        | Partick FC – Barrhead FC          | 2–0    |
|        | Queen's Park FC – Arthurlie FC    | 7–0    |
|        | Vale of Leven FC – 3rd Lanark RV  | 1–0    |
| Omkamp |                                   |        |
|        | Busby FC – Hamilton Academical FC | [0]0–0 |

### Ottendedelsfinaler
| Dato | Kamp                                   | Res. |
| ---- | -------------------------------------- | ---- |
|      | Ayr Thistle FC – Partick FC            | w.o. |
|      | Lancefield FC – Hamilton Academical FC | 2–0  |
|      | Lennox FC – Edinburgh Swifts FC        | 4–0  |
|      | Queen's Park FC – Northern FC          | 4–0  |
|      | Rangers FC – Mauchline FC              | 3–0  |
|      | Vale of Leven FC – Busby FC            | 4–0  |

### Kvartfinaler
| Dato | Kamp                               | Res. |
| ---- | ---------------------------------- | ---- |
|      | Ayr Thistle FC – Lancefield FC     | 1–0  |
|      | Rangers FC – Lennox FC             | 3–0  |
|      | Vale of Leven FC – Queen's Park FC | 2–1  |

### Semifinaler
På grund af det ulige antal hold, var Rangers FC oversidder i semifinalerne og gik dermed videre til finalen uden kamp.
| Dato  | Kamp                              | Res. | Spillested            |
| ----- | --------------------------------- | ---- | --------------------- |
| 10.3. | Vale of Leven FC – Ayr Thistle FC | 9–0  | Kinning Park, Glasgow |

### Finale
| Dato         | Kamp                          | Res. | Tilskuere | Spillested                 |
| ------------ | ----------------------------- | ---- | --------- | -------------------------- |
| 17.3.        | Vale of Leven FC – Rangers FC | 1–1  | 12.000    | Hamilton Crescent, Glasgow |
| Omkamp       |                               |      |           |                            |
| 7.4.         | Vale of Leven FC – Rangers FC | 1–1  | 14.000    | Hamilton Crescent, Glasgow |
| Anden omkamp |                               |      |           |                            |
| 13.4.        | Vale of Leven FC – Rangers FC | 3–2  | 7.500     | Hampden Park, Glasgow      |